# Conacul urban al familiei Donici
Conacul urban al familiei Donici este o clădire amplasată pe str. Mitropolit G. Bănulescu-Bodoni, 35 în Chișinău, Republica Moldova. Este un monument arhitectural de importanță națională inclus în Registrul monumentelor Republicii Moldova ocrotite de stat cu nr. 258 (municipiul Chișinău). Datează din anii 1850-1860.

## Istoric
Prima atestare documentară a conacului urban datează din anul 1863, când acesta era deținut de secretarul de colegiu Aristotel Londis. În 1867, proprietatea a fost achiziționată de soția locotenentului în rezervă, Iulia Vichentievna Ianușevski.
În 1869, aceasta a construit o casă cu subsol, proiectată de arhitectul Alexandru Osipovici Bernardazzi. La începutul anului 1870, clădirea a fost vândută Elenei St. Casso, care a devenit ulterior soția lui Gheorghii Nic. Donici, consilier de stat efectiv. Familia Donici a deținut casa până în 1897.
Un moment notabil din istoria clădirii s-a petrecut în 1878, după războiul ruso-turc, când în subsolul acesteia a fost ținut prizonier, timp de zece zile, Osman-pașa, comandantul armatei otomane care s-a predat la Plevna. În anii ’80 ai secolului XIX, clădirea a fost extinsă.
În 1897, casa avea 12 camere cu anexe. În 1901, proprietatea era deținută de Mihail Katakazi, deputat al Adunării nobilimii basarabene, iar în 1916, aceasta a trecut în posesia familiei Anghel. 
În perioada interbelică, clădirea a funcționat ca sediu al Băncii Naționale. În anii ’80 ai secolului XX, clădirea a fost din nou extinsă. Casa situată la intersecția străzilor Mitropolit Gavriil Bănulescu Bodoni și 31 August 1989 a găzduit, la un moment dat, o expoziție de figuri de ceară. Recent, aceasta a servit drept sediu pentru Institutul Patrimoniului Cultural al Academiei de Științe a Moldovei.

## Descriere
Clădirea este construită pe un plan unghiular, cu parter ridicat pe un demisol. Fațadele sunt aliniate la liniile roșii ale străzilor, având un parament tencuit neted, contrastând cu demisolul îmbrăcat în piatră spartă.
Fațada principală, orientată spre strada 31 August 1989, prezintă o compoziție asimetrică, structurată în șase axe: cinci de ferestre și una a intrării principale, amplasată lateral. Intrarea este accentuată de un rezalit cu fronton triunghiular și un portic cu aspect de portal oriental, decorat cu elemente în arc în centru. Ferestrele, de asemenea în arc în plin cintru, sunt conturate cu arhivolte din ciubuc răsucit, sprijinite pe mici console. În friza de sub cornișă, se află ferestrele triplate pentru aerisirea podului La poarta conacului de asemenea au fost instalate grilaje din fier forjat originale.
Fațada laterală, inițial simetrică, este marcată de un rezalit central decorat cu desene la colțuri. Elementele decorative includ grupuri de ferestre în arc în plin cintru, cu arhivoltă din bolțari. Partea extinsă ulterior este separată de cea originală printr-o arcadă cu o fereastră centrală și două firide laterale, flancate de coloane dorice. Această extindere respectă stilul original, păstrând armonia estetică.
Conacul se distinge prin elementele stilului Beaux-Arts și eclectism istoric, cu influențe neobaroc și detalii clasiciste. Decorațiunile includ bosaje „diamant” la partea inferioară, cornișe proeminente susținute de console, și ancadramente variate ale ferestrelor. În demisol, aerisirile sunt încadrate în carouri și evidențiate pe fundalul texturii rustice, un detaliu rafinat ce subliniază caracterul unic al clădirii.

## Restaurare
Conacul urban al Familiei Donici urmează să fie restaurat cu sprijinul financiar al României, în baza Acordului dintre Guvernele de la Chișinău și București privind implementarea Programului de asistență tehnică și financiară, în valoare de 100 de milioane de euro, oferit de România Republicii Moldova. Guvernul României a aprobat acordarea unui sprijin de 11,8 milioane de lei pentru restaurarea monumentului.